# 前人未至之境
前人未至之境（英語：Where no man has gone before）是科幻电视剧集《星际旅行：原初系列》开场导语中的一句短语，是句子“勇踏前人未至之境”（To boldly go where no man has gone before）的一部分，该句表明了星舰进取号的任务。完整的开场白由柯克舰长的扮演者威廉·夏特纳朗读。在《原初系列》中，有两集无此导语：《囚笼》与《前人未至之境》。
全句为：
|  | 宇宙，最后的边疆。这是星舰进取号的航程。它的五年任務，是去探索這未知的新世界，找寻新的生命与新文明，勇踏前人未至之境。 |

## 在《星际旅行》中的历史
第一位将这句短语带到《星际旅行》中的是塞缪尔·皮普尔斯（Samuel Peeples），他把这句短语作为一集的片名。这一集就是“前人未至之境”，《星际旅行》系列剧集的第二集。这句短语随即被采用到了后来撰写的开场白中。准确地说，在完成了几集电视的拍摄后，导语成型于1966年8月，并随即在系列的开头登场。导语是由几个人想出的句子融合而成的，其中有《星际旅行》的创造者吉恩·罗登伯里，制片人约翰·D·F·布莱克（John D. F. Black）和鲍勃·贾斯特曼（Bob Justman）。在他们的影响下，罗登伯里最初的叙述是：
这是联邦星舰进取号的历险。在五年的巡游银河系任务当中，巨型星舰上勇敢的船员们会去探索那令人兴奋的未知新世界、不详的文明以及异域的人民。这都是它的旅程，它的历险经历。
并与其他人的版本进行了几次的修订，如下就是布莱克的叙述：
宇宙，最后的边疆。无尽、宁静却等待探索。这是联邦星舰进取号的故事，它的任务：巡游银河系五年，去寻找去接触所有的外星生命，去探索，去在广阔的银河系中航行，去那前人未至之境。一场星际的旅行。
导言最终固定下来并使用到了电视剧集当中。在《星际旅行II：可汗怒吼》的最后一个镜头——新形成的创世星上，当摄影机停留在斯波克的遗棺上时，伦纳德·尼莫伊阅读了这段话，并在“the”与“voyages”中添加了单词“continuing”（也就是把“进取号的旅程”改成了“进取号继续的旅程”），把“its five-year”换成了“her on-going”（也就是把“它的五年任務”换成了“她正在进行的任务”），并在单词“life”后加上了“forms”（也就是把“新的生命”改成了“新的生命形式”）：
宇宙，最后的边疆。这是星舰进取号继续的旅程。她正在进行的任务，是去探索這未知的新世界，找寻新的生命形式和新文明，勇踏前人未至之境。
在《可汗怒吼》发布五年后，一个有些微改动的版本出现在了《星际旅行：下一代》中。新的版本将单词“man”换成了中性的“one”（可理解成把“前人”换成了“前人”）。新的导语由进取号-D新舰长让吕克·皮卡尔的饰演者帕特里克·斯图尔特朗读，并在每一集的开场出现：
宇宙，最后的边疆。这是星舰进取号的旅程。她继续的任务，是去探索這未知的新世界，找寻新的生命和新文明，勇踏前人未至之境。
该系列的第一季中有一集叫做“前辈未至之境”。但尽管名字相似，该集的情节与另一集没有任何联系。
这段话的其余部分还曾用于电影或剧集中某集的名称。其中包括《原初系列》电影《星际旅行V：终极先锋》（The Final Frontier），以及《星际旅行：进取号》的两集：“陌生新世界”。《进取号》最后一集在这段话的画外音中结束。整句话由《下一代》的皮卡尔起头，《原初系列》的柯克承继并最后由《进取号》的阿彻（斯科特·巴库拉饰演）结尾。相对《下一代》的版本，《进取号》中这一句只将中性用语“one”恢复为了“man”：
宇宙，最后的边疆。这是星舰进取号的旅程。她继续的任务，是去探索這未知的新世界，找寻新的生命和新文明，勇踏前人未至之境。
而1996年为纪念《星际旅行》三十周年而出版的书也叫做《星际旅行：踏上征程》（Star Trek: These are the Voyages...）

### 虚构的背景故事

进取号，勇踏前人未至之境。

这段话被《星际旅行》中许多的角色使用过很多次，并在剧中还给出了完整的背景故事。在剧中，这段话随着时间的流逝而不断地产生变化，并适时地反映出了在《星际旅行》宇宙中不同时期的政治气候。
背景故事中介绍，这段形容柯克的进取号任务的名言，最初起源于泽弗拉姆·科克伦在2119年为曲速五级发表的演说中，并在《进取号》的首集中有显现：

在这里，将建造一座强大的引擎。在未来的某一天，这引擎将让我们以今日百倍的速率航行。试想，千万颗有人烟的星球就在我们指间。而我们也能去探索那未知的，新世界。找寻新的生命与新文明。这个引擎将让我们勇踏前人未至之境。
在虚构的时间线里，这句引言在2151年的某个时间点产生了使用分裂不定式“to boldly go”的变化。在那个时候，它成为了地球星舰进取号的格言，并被刻在进取号的金属铭板上，尽管在很多集中都难以分辨出。
到了23世纪，这句引言再次成为了柯克舰长指挥的进取号的格言，不过在NCC-1701的铭板上没有出现这句话。但在下一艘进取号，NCC-1701-A上，引言出现在了她的铭板上，并还被刻在纯装饰性的舵轮底部，这在《星际旅行V：终极先锋》中出现的休息室里可以看见。
而在《星际旅行VI：未来之城》里，为了避免跨种族的种族偏见，柯克把单词“man”换成了性中性与种族中性的“one”：
舰长日志，星历9529.1。这是星舰进取号在我指挥下的最后一次航程，这艘船和她的历史很快会成为另一批船员关心的事，我们将把我们的未来交付给他们以及他们的子孙。他们会继续我们的旅程，去那所有的未知国度，勇踏前人……前人未至之境。
新的引言“前人未至之境”此后便成为了后继星舰进取号的格言。它分别被铭刻在了进取号-B、进取号-C、进取号-D、进取号-E的铭板上。科克伦演讲的其他部分同样也成为了文化的符号象征——在《星际旅行：航海家号》的剧集，如里，凯瑟琳·珍妮薇提到星际舰队军官的誓言中包含了“寻找新生命形式”（to seek out new life）的指示。

## 短语的起源
有说法指这句短语最早来自于白宫于1958年出版的一本小册子。在苏联的第一颗人造卫星史泼尼克一号发射后，白宫出版了《外太空介绍》，意在激起人们对美国国家太空计划的支持，在这本书的扉页上写着：
首要的原因，是人类探索与发现的强烈欲望，好奇心驱使着人类走向前人未至之境。地球上绝大多数的地方都被我们探索过了，人类现在将把他们的目标转向外太空的探索之中。
有趣的是，到了1989年，情形就完全颠倒了。在那一年，美国国家航空航天局出版的阿波罗计划回忆录中使用了《星际旅行》版本的短语：《前人未至之境：阿波罗月球探索任务的历史》（Where No Man Has Gone Before: A History of Apollo Lunar Exploration Missions）。

## 在流行文化中的使用
在《星际旅行》以外，这句短语也有很高的声望。作为一种半开玩笑的习俗，常是把单词“man”换成别的东西。
- 例如，在《飞出个未来》（Futurama）的一集中，有一位热爱《星际旅行》的角色，而这一集就被命名为“爱好者未至之境”。[21]
- 同样的，在街机游戏《忍者神龟：时空战士》中，一处未来派的关卡叫做“恒星基地：前龟未至之境”[22]
- 在美国动画片《唐老鸭俱乐部》中，有一集叫做“前鸭未至之境”，明显也是在打趣《星际旅行》。[23]
- 《微積分之倚天寶劍》（How to Ace the Rest of Calculus: The Streetwise Guide）裡第5章第2節的標題『太空：最後的疆界（空間：期末考的邊遠地帶）』

分裂不定式（split infinitive）的“to boldly go”也成为了开玩笑的主题。
- 英国喜剧与科幻作家道格拉斯·亚当斯在他的《银河系漫游指南》系列中，写道：银河帝国遗失久远的英雄年代，是勇敢的冒险家们敢于“勇敢地劈开前人所未劈开的不定式”（split本意“劈开”）的年代。[24]
- 在劳伦斯·M·克劳斯（Lawrence M. Krauss）的《〈星际旅行〉的物理学》一书中，在列出《星际旅行》十大谬误的前面引用了他的一位同事的话，他的同事认为其中最大的错误，就是“该死的每次都要把一句不定式劈开”。[25]
- 國家地理頻道播出的《透視內幕：美國空軍一號》的起頭「這是世上最著名的飛機，任務是載送和保護美國總統，現在就加入前所未有的行程，進入美國空中旗艦的故事」。